# Xã Jackson, Quận Sumner, Kansas
Xã Jackson (tiếng Anh: Jackson Township) là một xã thuộc quận Sumner, tiểu bang Kansas, Hoa Kỳ. Năm 2010, dân số của xã này là 140 người.